# Kissidougou
Kissidougou är en prefekturhuvudort i Guinea.   Den ligger i prefekturen Kissidougou och regionen Faranah, i den södra delen av landet, 400 km öster om huvudstaden Conakry. Kissidougou ligger 530 meter över havet och antalet invånare är 47 099.